# Лебенсон, Миха Иосиф
Миха Иосиф Лебенсон (идиш מיכה יוסף לעבענזאָהן‎) — выдающийся российский еврейский поэт, сын Авраама Лебенсона, родился в Вильне в 1828 году, умер там же в 1852 году.

## Биография
Еще будучи подростком, Лебенсон, помимо еврейского, которым владел в совершенстве, изучил русский, французский, польский и немецкий языки. Встречая в доме отца многих видных еврейских литераторов, Лебенсон рано проявил интерес к литературе.
Двенадцати лет от роду он начал писать стихи, пробуя сперва свои силы в переводах. Шестнадцати лет он написал своё первое оригинальное стихотворение «Ha-Achwah», в котором уже проявилось несомненное дарование начинающего поэта. К этому же времени y Лебенсона обнаружились первые симптомы роковой болезни — чахотки, и три года спустя юноша уже пришел к сознанию, что «болезнь ведет его скорыми шагами в царство теней», и он с ужасом восклицает: «как ужасна смерть и как прелестна жизнь» (послание Лебенсона к К. Шулману). В это время Лебенсон перевел III-ю и IV-ю книги «Энеиды» (Harisat Trojah) Вергилия (с немецкого перевода Шиллера). Перевод имел большой успех y еврейских учёных запада и вызвал с их стороны большие похвалы по адресу юноши-поэта.
В 1849 году Лебенсон по совету врачей уехал за границу. Пробыв целую зиму в Берлине, Лебенсон слушал в университете лекции Шеллинга по философии и близко познакомился с учёными Сениором Заксом и Леопольдом Цунцом. Когда Лебенсон преподнёс последнему свой перевод «Энеиды», Цунц, высоко ценя дарование юноши, советовал ему «оставить чужую музу и петь песни Сиона». Под влиянием Цунца и С. Д. Луццатто, который состоял с поэтом в дружеской переписке, Лебенсон и написал в 1850 году прославившую его книгу «Schire Bat Zion» (переиздана в 1869 году), состоящую из шести библейских поэм (Соломон, Когелет, Месть Самсона, Иаэль и Сисра, Моисей на горе Абарим, Иегуда Галеви).
Трогательная любовь и благоговение к языку Библии, столь характерные для «маскилим» той эпохи, сочетались y юного впечатлительного поэта с такой же нежной любовью к библейской стране, в которой, по заявлению Лебенсона, «каждый камень — книга, любая скала — скрижаль». Древняя страна и её благодатная природа оживают в чарующих красках под кистью поэта, и величавые образы древности полны y Лебенсона пластики и жизни. Личные переживания поэта, отзвуки его душевной драмы особенно явственно слышатся в «Schelomoh» и «Kohelet», составляющих две части одной поэмы, в которой молодой Соломон, опьяненный любовью и радостью жизни, противопоставляется тому же царю, ставшему на склоне лет скептиком-пессимистом, изверившимся в жизни. Последняя поэма сборника, «Jenudah ha-Lewi», является наиболее совершенным творением Лебенсона. Молитвенный пафос настроения, трогательный лиризм, удивительная нежность и музыкальность стиха — сливаются в одно гармоническое, высокохудожественное целое. В Берлине же Лебенсон написал замечательный по силе и художественной законченности цикл лирических стихотворений (Ahubah Azubah, Jom Huledet Ahubati, Achot Lanu, Chag ha-Abib и др.). Эти разрозненные стихотворения представляют собой одну цельную поэму, которая с большой силой передает мучительную душевную драму подкошенного смертельным недугом двадцатидвухлетнего поэта, в котором бурлит и рвётся через край неистощимая жажда жизни, света и счастья. Жгучие и яркие описания любви во всех её оттенках и настроениях переплетаются с зловещим сознанием, что смерть следует по пятам и дни сочтены; шумная радостная жизнь огромного города противопоставляется «пустынной тишине и кладбищенскому покою» собственной души.
С ухудшением болезни Лебенсон вернулся в Вильну. Приближение смерти примирило несчастного поэта с его судьбой, и последняя его поэма (Ha-Tefilah) посвящена «Молитве, дочери сердец», которую он благословляет за то, что она «как роса, спускающаяся над степью с неба», «насыщает живительной влагой сердце человека и исцеляет его душу».
Ранняя смерть Лебенсона, в котором большое дарование сочеталось с исключительным благородством и обаянием нежной души, произвела большое впечатление. Из многочисленных элегий, посвященных памяти Лебенсона, наиболее крупные: «Michal Dimah» Лебенсона-отца (Schire Sefat Kodesch II), «Hoi Och» Л. Гордона, который был связан с Лебенсоном узами нежной дружбы, и послание С. Д. Луццато к отцу Лебенсона (Schire Sefat Kodesch, II, 244—47). В 1870 году Лебенсон-отец издал «Kinnor Bat Zion», куда вошли мелкие стихотворения Лебенсона, переводные и оригинальные. Неопубликованными остались: перевод трагедии Альфиери «Acharith Schaul», прозаические статьи.
Лебенсон занимает в истории новоеврейской литературы весьма видное место. Как по внутреннему содержанию, так и по форме творчество Лебенсона отличается несомненной оригинальностью и подкупающей свежестью. При нем еврейский стих достиг небывалой гибкости и напевной мелодичности. Лебенсон оказал большое влияние на всех последующих за ним поэтов (в том числе и на Л. Гордона) и на всю тогдашнюю еврейскую молодежь. В 1895 г. вышло полное собрание стихотворений Лебенсона.
Из произведений Лебенсона переведены: «Соломон» и «Когелет» — на французский, «Иегуда Галеви» — на русский («Русский еврей», 1881), а писатель О. Штейнберг перевел (1859) на немецкий язык все поэмы, входящие в «Schire Bat Zion». В 1902 году, в 50-ю годовщину смерти Лебенсона, немецкий перевод был переиздан совместно с оригиналом.